# Gert-Jan Prins

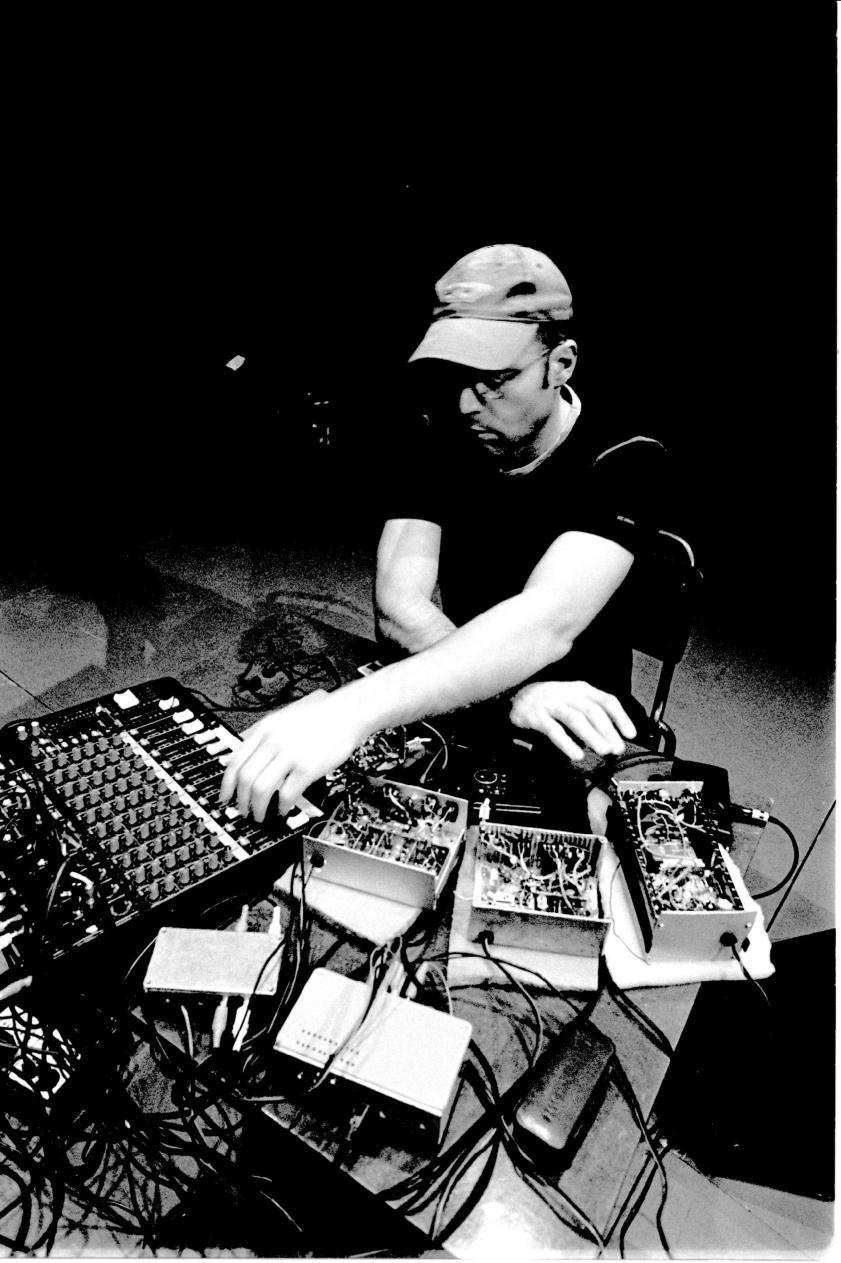
Gert-Jan Prins

Gert-Jan Prins (IJmuiden, 1961)  is een improvisator en componist van elektronische en experimentele muziek.
Prins werkt vooral met zelfgebouwde apparatuur die gebaseerd is op radiotechniek (zender/ontvanger) om elektronische signalen op te wekken en te bewerken door middel van feedback en frequentiemodulatie. De verschillende onderdelen van zijn apparatuur worden aan elkaar geschakeld en beïnvloeden zo elkaar.
Prins begon in 1984 als improviserend percussionist. In dit verband speelde hij samen met een groot aantal muzikanten uit de Nederlandse en Europese vrije improvisatie scene. Hij speelde veel met de saxofonist Luc Houtkamp, met wie hij rond 1992 het platenlabel X-OR oprichtte. Gert-Jan Prins treedt regelmatig op in Europa en Noord-Amerika. In 1996 startte Prins zijn huidige activiteiten met zelf ontworpen elektronica, die in de loop der tijd het slagwerk zou vervangen. 
Gert-Jan Prins woont en werkt in Amsterdam en heeft zijn studio aan huis. Hij werkt gedeeltelijk alleen in ad-hocprojecten, maar ook samen zoals met Cor Fuhler in het duo The Flirts, met Bas van Koolwijk in het Synchronator Project en is hij onderdeel van M.I.M.E.O., het Music in Movement Electronic Orchestra.

## Discografie
- Noise Capture, X-OR, 1998
- Live, GROB, 2000
- Dawn, GROB, 2002
- RG 58 GJ, Cream Gardens, 2002 ('Albumpick' Allmusic.com)
- Risk, Mego, 2004
- Break Before Make, Mego, 2008